# Stari Grabovac
Stari Grabovac – wieś w Chorwacji, w żupanii sisacko-moslawińskiej, w mieście Novska. W 2011 roku liczyła 393 mieszkańców.